# Chaque
Chacate (em armênio: Ճակատք; romaniz.: Čakatk’[a]), Cha[va]que (Ճա[ւա]կք, Ča[va]kk’[a]) ou Chaquiécia (em georgiano: ჩაკიეტი; romaniz.: Chakiet’i), segundo a Geografia de Ananias de Siracena (século VII), foi um gavar (cantão) da província de Taique, no Reino da Armênia. Compreendia uma área de 2 080 quilômetros quadrados no país montanhoso nos vales junto ao curso inferior do rio Bolca (Oltu) até onde o Bolca entra o Choruque. Era um dos territórios que compunham o "Baixo Tao/Taique", uma das duas metades que dividiam sua província segundo os geógrafos medievais, e era o núcleo do principado de Chaque da família Dimacísio, que ainda compreendia os distritos de Bolca, Berdasfora e Partizasfora. Seus principais assentamentos eram a fortaleza de Taioque Car / Taoscari (Տայոց Քար, Tayoc' K'ar / ტაოსკარი, Taoskari; "Rocha de Taique"), a atual vila de Tavuscar, o castelo de Eracani (Eraχani) e a vila de Iscã (Išχan). Em 591, o imperador Maurício recebeu vastas porções da Armênia sassânida em compensação da ajuda militar prestada ao xainxá Cosroes II (r. 590–628). Todos os distrito que compunham Taique foram incluídos na província recém-fundada da Armênia Profunda.